# James Gascoyne-Cecil, II marchese di Salisbury
James Gascoyne-Cecil, II marchese di Salisbury (Londra, 17 aprile 1791 – Londra, 12 aprile 1868), è stato un nobile e politico britannico.

## Biografia

### Infanzia

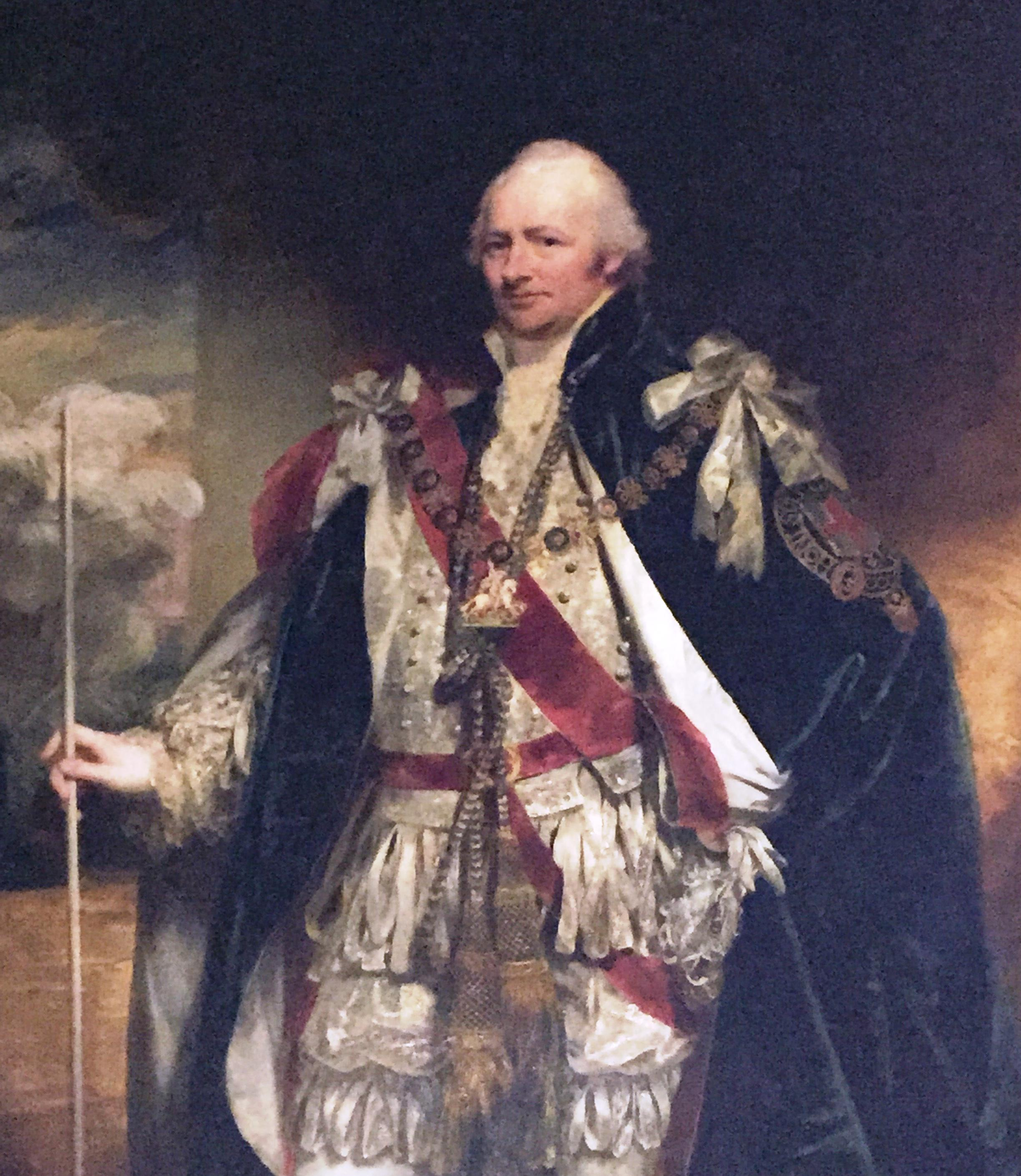
Ritratto di James Cecil, I marchese di Salisbury di William Beechey, 1803, Hatfield House, Hatfield, Hertfordshire

James Cecil era figlio di James Cecil, I marchese di Salisbury e di sua moglie, lady Emily Mary, figlia di Wills Hill, I marchese di Downshire.

### Matrimoni

Stemma dei Conti De La Warr

Lord Salisbury si sposò due volte. Il primo matrimonio venne celebrato il 2 febbraio 1821 con Frances Mary Gascoyne (c. 1806 – 15 ottobre 1839), figlia di Bamber Gascoyne di Childwall Hall, Lancashire, e di sua moglie Sarah Bridget Frances Price. La coppia ebbe sei figli.
In seconde nozze il Marchese di Salisbury sposò il 29 aprile 1847 lady Mary Catherine Sackville-West, figlia di George West, V conte De La Warr e di Elizabeth Sackville-West, contessa De La Warr, dalla quale ebbe cinque figli.

### Carriera politica

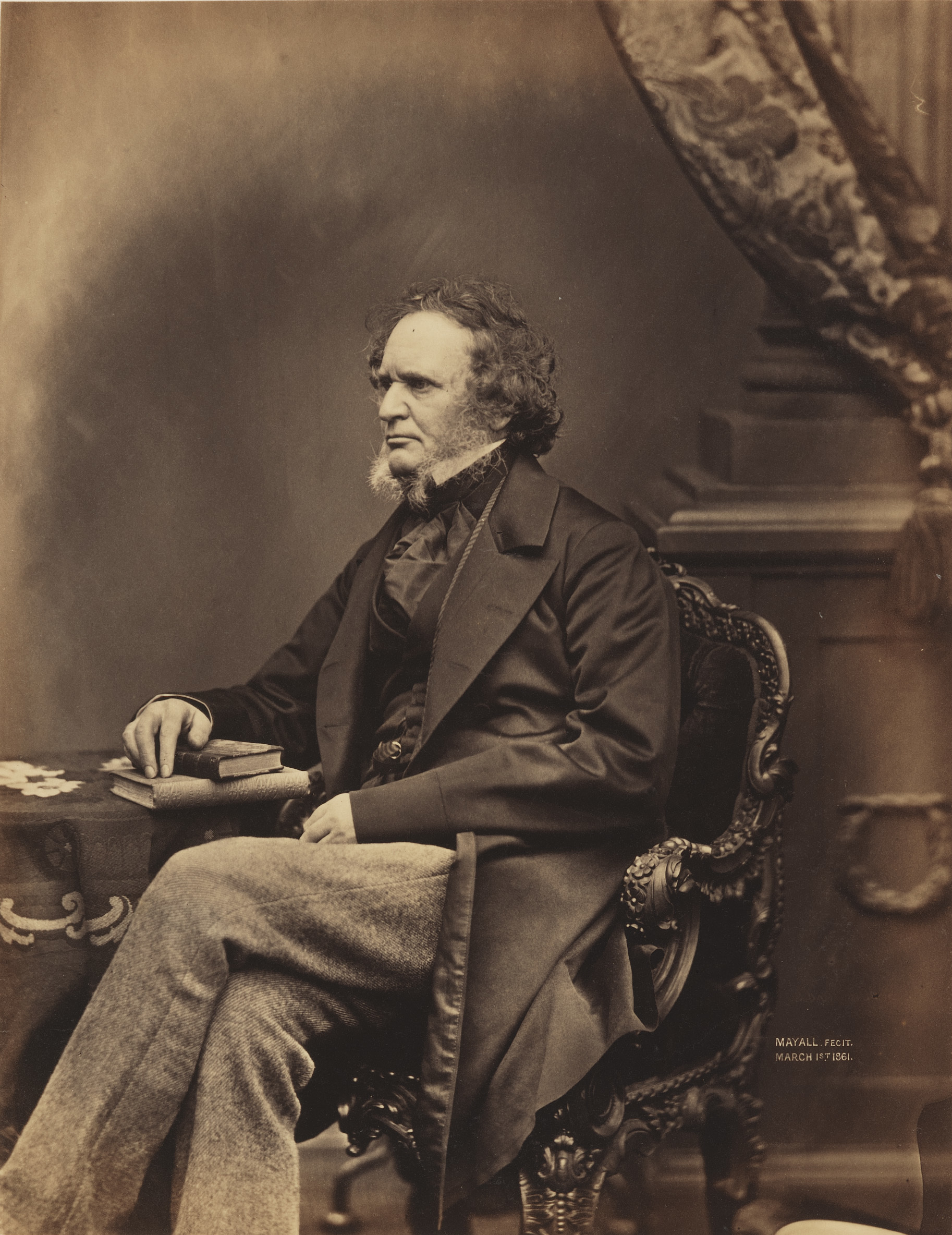
Edward Smith-Stanley, XIV conte di Derby

Entrato nella Camera dei Comuni nel 1813 come deputato per le circoscrizioni elettorali di Weymouth and Melcombe Regis, mantenne tale incarico sino al 1817, per poi passare alla circoscrizione di Hertford dal 1817 al 1823. In quell'anno egli succedette al padre quale Marchese di Salisbury ed entrò a far parte della Camera dei Lords. Egli prestò il servizio nei due gabinetti di governo di Edward Smith-Stanley, XIV conte di Derby come Lord Privy Seal nel 1852 e come Lord Presidente del Concilio tra il 1858 ed il 1859. Nel 1826 venne inserito nel Privy Council e nel 1842 venne incluso nell'Ordine della Giarrettiera.

### Ultimi anni e morte
Oltre alla carriera politica egli prestò servizio come Lord Luogotenente del Middlesex dal 1841 al 1868.
Lord Salisbury morì nell'aprile del 1868 all'età di 76 anni e venne succeduto da Robert, suo figlio primogenito sopravvissutogli.

## Discendenza
Lord Salisbury si sposò due volte:
- Dal primo matrimonio con Frances Mary Gascoyne nacquero:
  - James Emilius William Evelyn, visconte Cranborne (29 ottobre 1821 – 14 giugno 1865), morto celibe;
  - Mildred Arabella Charlotte (21 ottobre 1822 – 18 marzo 1881), sposò Alexander Beresford Hope;
  - Arthur (19 dicembre 1823 – 25 aprile 1825);
  - Blanche Mary Harriet (1825 – 16 maggio 1872), sposò James Maitland Balfour e fu madre del primo ministro inglese Arthur Balfour;
  - Robert Arthur Talbot Gascoyne-Cecil, III marchese di Salisbury (1830–1903), Primo ministro del Regno Unito per tre volte dal 1885 al 1902;
  - Luogotenente Colonnello Eustace Brownlow Henry (24 aprile 1834 – 3 luglio 1921).
- Con la seconda moglie, lady Mary Catherine Sackville-West, ebbe:
  - Sackville Arthur (16 marzo 1848 – 29 gennaio 1898);
  - Mary Arabella Arthur (26 aprile 1850 – 18 agosto 1903), sposò Alan Stewart, X conte di Galloway;
  - Margaret Elizabeth (1850 – 11 marzo 1919);
  - Arthur (3 luglio 1851 – 16 luglio 1913);
  - Luogotenente Colonnello Lionel (21 marzo 1853 – 13 gennaio 1901).

## Ascendenza
|                                                |                                      |                                         | Genitori                               |  |  | Nonni |  |  | Bisnonni                          |  |  | Trisnonni                          |  |
|                                                |                                      |                                         |                                        |  |  |       |  |  | James Cecil, V conte di Salisbury |  |  | James Cecil, IV conte di Salisbury |  |
|                                                |                                      |                                         |                                        |  |  |       |  |  | James Cecil, V conte di Salisbury |  |  | James Cecil, IV conte di Salisbury |  |
|                                                |                                      | Frances Bennett                         |                                        |  |  |       |  |  | James Cecil, V conte di Salisbury |  |  |                                    |  |
| James Cecil, VI conte di Salisbury             |                                      |                                         |                                        |  |  |       |  |  | James Cecil, V conte di Salisbury |  |  |                                    |  |
|                                                |                                      | Anne Tufton                             | Thomas Tufton, VI conte di Thanet      |  |  |       |  |  |                                   |  |  |                                    |  |
|                                                |                                      | Anne Tufton                             | Thomas Tufton, VI conte di Thanet      |  |  |       |  |  |                                   |  |  |                                    |  |
|                                                |                                      | Anne Tufton                             | Catherine Cavendish                    |  |  |       |  |  |                                   |  |  |                                    |  |
| James Cecil, I marchese di Salisbury           |                                      | Anne Tufton                             |                                        |  |  |       |  |  |                                   |  |  |                                    |  |
|                                                |                                      | Edward Keet                             | …                                      |  |  |       |  |  |                                   |  |  |                                    |  |
|                                                |                                      | Edward Keet                             | …                                      |  |  |       |  |  |                                   |  |  |                                    |  |
|                                                |                                      | Edward Keet                             | …                                      |  |  |       |  |  |                                   |  |  |                                    |  |
| Elizabeth Keet                                 |                                      | Edward Keet                             |                                        |  |  |       |  |  |                                   |  |  |                                    |  |
|                                                |                                      | Mary Moate                              | …                                      |  |  |       |  |  |                                   |  |  |                                    |  |
|                                                |                                      | Mary Moate                              | …                                      |  |  |       |  |  |                                   |  |  |                                    |  |
|                                                |                                      | Mary Moate                              | …                                      |  |  |       |  |  |                                   |  |  |                                    |  |
| James Gascoyne-Cecil, II marchese di Salisbury |                                      | Mary Moate                              |                                        |  |  |       |  |  |                                   |  |  |                                    |  |
|                                                | Trevor Hill, I visconte Hillsborough | Michael Hill                            |                                        |  |  |       |  |  |                                   |  |  |                                    |  |
|                                                | Trevor Hill, I visconte Hillsborough | Michael Hill                            |                                        |  |  |       |  |  |                                   |  |  |                                    |  |
|                                                | Trevor Hill, I visconte Hillsborough | Anne Trevor                             |                                        |  |  |       |  |  |                                   |  |  |                                    |  |
| Wills Hill, I marchese del Downshire           | Trevor Hill, I visconte Hillsborough |                                         |                                        |  |  |       |  |  |                                   |  |  |                                    |  |
|                                                |                                      | Mary Rowe                               | Anthony Rowe                           |  |  |       |  |  |                                   |  |  |                                    |  |
|                                                |                                      | Mary Rowe                               | Anthony Rowe                           |  |  |       |  |  |                                   |  |  |                                    |  |
|                                                |                                      | Mary Rowe                               | Mary Manley                            |  |  |       |  |  |                                   |  |  |                                    |  |
| Mary Emily Hill                                |                                      | Mary Rowe                               |                                        |  |  |       |  |  |                                   |  |  |                                    |  |
|                                                |                                      | Robert FitzGerald, XIX conte di Kildare | Robert FitzGerald                      |  |  |       |  |  |                                   |  |  |                                    |  |
|                                                |                                      | Robert FitzGerald, XIX conte di Kildare | Robert FitzGerald                      |  |  |       |  |  |                                   |  |  |                                    |  |
|                                                |                                      | Robert FitzGerald, XIX conte di Kildare | Mary Clotworthy                        |  |  |       |  |  |                                   |  |  |                                    |  |
| Margaretta FitzGerald                          |                                      | Robert FitzGerald, XIX conte di Kildare |                                        |  |  |       |  |  |                                   |  |  |                                    |  |
|                                                |                                      | Mary O'Brien                            | William O'Brien, III conte d'Inchiquin |  |  |       |  |  |                                   |  |  |                                    |  |
|                                                |                                      | Mary O'Brien                            | William O'Brien, III conte d'Inchiquin |  |  |       |  |  |                                   |  |  |                                    |  |
|                                                |                                      | Mary O'Brien                            | Mary Villiers                          |  |  |       |  |  |                                   |  |  |                                    |  |
|                                                |                                      | Mary O'Brien                            |                                        |  |  |       |  |  |                                   |  |  |                                    |  |